# 金爆內幕
《金爆內幕》（英語：Gold）是一部2016年美國犯罪冒險片，由史蒂芬·葛漢執導，葛漢也與派翠克·馬賽特、約翰·辛曼共同撰寫劇本。電影主演包括馬修·麥康納、艾格·拉米瑞茲、布萊絲·達拉斯·霍華、約書亞·哈托與提摩西·西蒙斯。TWC-Dimension將該片定於2016年12月25日在美國有限上映。
此片改編自1993年的由加拿大投資客大衛·瓦修（David Walsh）成立的Bre-X公司所為的金礦詐騙案件，涉案的還包括了兩位地質學家德古茲曼（Michael de Guzman）和費德霍夫（John Felderhof）。當時印度尼西亞的叢林深處據說發現大量金礦，使得投資客一窩蜂投入大筆金錢也想分一杯羹，最後卻是被發現只是一場騙局而已。

## 劇情
肯尼·威爾斯是一名經商失利的商人，他一心想成為令他爸爸驕傲的兒子。他打算與地質學家麥可·亞寇斯達組成探險小隊，前往印度尼西亞（婆羅洲）的未知密林中發掘了黃金。一夜致富的兩人快速在商業界東山再起，很多銀行和大企業都希望成為肯尼的公司的股東，甚至想收購該公司以獨佔大金礦。最後，肯尼成功說服對手，讓他繼續開採。但沒想到這卻是一切紛爭的爆發點，因為金礦只是一個騙局。

## 演員
- 馬修·麥康納 飾 肯尼·威爾斯（Kenny Wells）
- 艾格·拉米瑞茲 飾 麥可·亞寇斯達（Michael Acosta）
- 布萊絲·達拉斯·霍華 飾 凱（Kay）
- 約書亞·哈托（英语：Joshua Harto） 飾 洛伊德·斯坦頓（Lloyd Stanton）
- 提摩西·西蒙斯 飾 傑克森（Jackson）
- 邁克·蘭德斯 飾 賓克特（Binkert）
- 寇瑞·史托爾 飾 布萊恩·沃夫（Brian Woolf）
- 托比·凱貝爾 飾 FBI探員詹尼斯（FBI Agent Jennings）
- 史戴西·奇屈 飾 克萊夫·科曼（Clive Coleman）
- 比爾·坎普（英语：Bill Camp） 飾 霍利斯·德雷雪（Hollis Dresher）
- 布魯斯·格林伍德 飾 馬克·漢考克（Mark Hancock）
- 瑞秋·泰勒 飾 瑞秋·希爾（Rachel Hill）

## 製作

### 拍攝
正式拍攝於2015年6月29日在泰國開始進行。8月，劇組於新墨西哥州拍攝。10月初，移至紐約市的曼哈頓取景拍攝。

## 發行
該片定於2016年12月25日在美國有限上映，2017年上1月27日起才會廣泛上映。

## 外部連結
- 互联网电影数据库（IMDb）上《金爆內幕》的资料（英文）